# Józef Lejtes
Józef Lejtes (ur. 22 listopada 1901 w Warszawie, zm. 27 maja 1983 w Santa Monica) – polski reżyser i scenarzysta filmowy pochodzenia żydowskiego, jeden z najbardziej znaczących twórców polskiego kina okresu przedwojennego, znany z takich filmów, jak Młody las (1934), Dziewczęta z Nowolipek (1937) i Granica (1938). Po II wojnie światowej pracował głównie w Stanach Zjednoczonych.

## Życiorys

### Młodość i wykształcenie
Józef Lejtes wywodził się z zasymilowanej rodziny żydowskiej. Był synem rosyjskich emigrantów Mowszy (Mojżesza) i Mirki z domu Pilin; miał brata i trzy siostry. Wychowany na polskiego patriotę przychylnego Józefowi Piłsudskiemu, w 1920 wziął udział w bitwie warszawskiej. Studiował w szkole muzycznej, po czym wybrał filozofię i chemię na Uniwersytecie Jagiellońskim. Karierę w kinematografii rozpoczął jako asystent Manó Kertésza Kaminera (Michaela Curtiza), a później u niemieckiego reżysera Roberta Wiene przy filmie Der Rosenkavalier na podstawie opery Kawaler srebrnej róży Richarda Straussa.

### Twórczość filmowa

#### Pierwsze filmy (1928–1933)
Jego debiut, Huragan (1928) według scenariusza Jerzego Brauna, poruszał temat powstania styczniowego; liczne kadry filmu były wystylizowane na pełne martyrologii dzieła artystyczne Artura Grottgera. Mimo słabości warsztatowej oraz manierycznej gry aktorów, Huragan cieszył się powodzeniem w polskich kinach i był kolportowany do różnych krajów zachodnich. E. Gasiński charakteryzował debiut Lejtesa jako przerastający „dotychczasowe polskie filmy”. Następnym jego filmem był Z dnia na dzień (1929), adaptacja powieści Ferdynanda Goetela pod tym samym tytułem o dwóch polskich żołnierzach walczących podczas I wojny światowej po różnych stronach barykady.
W 1931 był reżyserem polskiej wersji językowej w dźwiękowym niemieckim filmie Ein Sturm über Zakopane, Burza nad Zakopanem (alternatywny tytuł: Der Bergführer von Zakopane), powstałym w kooperacji z Polską.
W 1932 Lejtes zrealizował swój pierwszy film dźwiękowy, Dzikie pola. Bohaterem zbiorowym filmu była grupa zdeprawowanych oficerów z korpusów interwencyjnych walczących przeciwko Rosji sowieckiej. Jeden z nich, kadet austriacki Zbig (Zbigniew Staniewicz), jako jedyny cechuje się szlachetnym postępowaniem moralnym. Eksperymenty, jakie przeprowadzał Lejtes (np. rezygnacja z aktorów zawodowych na rzecz naturszczyków, rozwlekłe zdjęcia niemieckiego operatora Franza Weihmayera), nie przysłużyły się jednak Dzikim polom. Leszek Armatys i Wiesław Stradomski pisali w retrospektywnym eseju: „Film okazał się nudny, pozbawiony dynamiki, dramaturgicznie – zagmatwany, ideowo niejasny”. Na dodatek po II wojnie światowej kopia filmu została bezpowrotnie utracona.
Lejtes próbował się zrehabilitować w oczach krytyków, kręcąc Pod Twoją obronę (1933), melodramatyczną opowieść o pilocie (Adam Brodzisz), który po wypadku lotniczym szuka nadziei na ozdrowienie w pielgrzymce na Jasną Górę. Nazwisko Lejtesa jednak wycofano z czołówki ze względu na jego żydowskie pochodzenie, wskutek czego jako reżyser w czołówce figurował Edward Puchalski. Podobnie uczyniono z filmem Córka generała Pankratowa (1934) o rewolucji 1905 roku na ziemiach polskich, gdzie nazwisko Lejtesa zastąpiono kierownikiem produkcji Mieczysławem Znamierowskim.

#### Filmy historyczne i pierwsze sukcesy (1934–1938)
Uznanie Lejtes zdobył natomiast, realizując Młody las (1934) według sztuki Jana Adolfa Hertza o grupie polskich uczniów, którzy w trakcie rewolucji 1905 roku ogłaszają strajk przeciwko opresyjnej oświacie carskiej. Młody las zdumiał recenzentów wysokimi walorami artystycznymi, szybkim montażem oraz udziałem plejady gwiazd starszego pokolenia, w tym Michała Znicza i Kazimierza Junoszy-Stępowskiego. Uznanie wobec filmu Lejtesa było powszechne do tego stopnia, że został on wyróżniony nawet na Międzynarodowym Festiwalu Filmowym w Moskwie, zbierając przy tym pochlebne opinie między innymi Wsiewołoda Pudowkina i Grigorija Aleksandrowa. W 1935 reżyser nakręcił film dla młodzieży Dzień wielkiej przygody, uhonorowany srebrnym pucharem Federacji Przemysłu Faszystowskiego na Międzynarodowym Festiwalu Filmowym w Wenecji. W „Wiadomościach Filmowych” pisano, iż film „wręcz otwiera nową epokę w polskiej kinematografii”.
Następny film Lejtesa, Barbara Radziwiłłówna (1936), powstał na podstawie życiorysu tytułowej żony króla Zygmunta II Augusta. W praktyce jednak reżyser nie tyle skupił się na losach Barbary Radziwiłłówny, ile na wzmacnianiu mitu silnego państwa sanacyjnego. Film sprowadzał antagonizm między królem a zdominowanym przez szlachtę sejmem do alegorii konfliktu władzy piłsudczykowskiej ze współczesnym reżyserowi parlamentem. W chwili premiery krytykowano też niezgodne z prawdą i ówczesnymi ustaleniami historycznymi przedstawienie tytułowej bohaterki. Z uznaniem natomiast przyjęto grę Leokadii Pancewiczowej, która wprawdzie kolejny raz w polskiej kulturze popularnej odtwarzała postać Bony Sforzy jako chciwej i przebiegłej intrygantki na dworze królewskim Jagiellonów, lecz nadała swej postaci rysy tragiczne. Kolejny film o rewolucji 1905 roku, Róża (1936) według powieści Stefana Żeromskiego, pomimo wątków melodramatycznych zdobył uznanie ówczesnych krytyków ze względu na umiejętne zastosowanie środków filmowych (np. granej na pianinie Etiudy Rewolucyjnej Chopina, która była metonimią zamachu na życie rosyjskiego oficera). 
Ostatni film historyczny w dorobku Lejtesa, Kościuszko pod Racławicami (1938) o insurekcji kościuszkowskiej, miał ukazać się jeszcze pod koniec 1937 roku, a jednym z niewielu widzów oryginalnej zmontowanej wersji był sam Wojciech Kossak. Nad projektem jednak czuwała sanacyjna cenzura, która przyczyniła się do obniżenia budżetu filmu; reżyser planował uczynić głównym bohaterem chłopa Wojciecha Bartosa Głowackiego, a prace scenariuszowe niefortunnie przypadły na moment brutalnego rozpędzenia strajku chłopskiego, co czyniło film podejrzanym. Do tego negatyw ucierpiał dotkliwie wskutek pożaru w montażowni; asystentka Lejtesa zmarła z powodu doznanych obrażeń, a i on sam musiał przejść długą kurację. Przemontowana wskutek zniszczeń materiału, ostateczna wersja filmu została bardzo negatywnie przyjęta przez prasę, która wytykała zwłaszcza scenarzystom Wacławowi Gąsiorowskiemu i Stanisławowi Urbanowiczowi wprowadzenie sztucznego wątku romansowego. Stefania Zahorska pisała: „Film poszedł drogą wydeptaną – płytką i płaską. Pokrył wszystko tanią szminką”.

#### Filmy obyczajowe (1937–1938)
Z uznaniem spotkały się natomiast dwa filmy Lejtesa o tematyce obyczajowej. Dziewczęta z Nowolipek (1937) według powieści Poli Gojawiczyńskiej o czwórce nastolatek, mierzących się z trudem wkraczania w dorosłe życie, były podporządkowane wnikliwej obserwacji rzeczywistości oraz lejtmotywowi podwórka „jako teatru życia”; jednocześnie reżyserowi udało się zachować równowagę pomiędzy wiernością książce a wymogami ówczesnego kina popularnego. Dziewczętami zachwyciła się nawet Stefania Zahorska, pisząc: „film przerósł powieść”. Również Granica (1938) według powieści Zofii Nałkowskiej była konsekwentnie podzielona na powiązane dramaturgicznie wątki, które wyróżniały się wiarygodnością obserwacji na tle kinematografii polskiej dwudziestolecia międzywojennego. W 1938 ukazały się też Sygnały (1938), sensacyjna fabuła o młodej kobiecie uwikłanej w środowisko przestępcze, która pragnie zerwać z dotychczasową przeszłością. Główną bohaterkę ratuje człowiek morza (Jerzy Pichelski), ukazany jako „odważny i skuteczny obrońca prawa”. Przy Sygnałach Lejtes objął jednocześnie funkcję reżysera i dyrektora artystycznego filmu.

#### Na emigracji (po 1939)
13 września 1939, w obliczu agresji III Rzeszy na Polskę, Lejtes przekroczył granicę polsko-rumuńską. Następnie przedostał się na Węgry, gdzie pomocy udzielił mu węgierski krewny admirała Miklósa Horthyego. Gdy jego żona i córka zdołały się wydostać z getta warszawskiego i wyjechać do Budapesztu, Lejtesowie po kilkumiesięcznym pobycie we Włoszech wyemigrowali do Palestyny. Tam Lejtes służył w Samodzielnej Brygadzie Strzelców Karpackich, a podczas szlaku bojowego nakręcił dla wojska film Od Ladrum do Gazali. W tym czasie większość jego rodziny została zamordowana w obozach zagłady.
Powróciwszy do Palestyny po zakończeniu działań wojennych, Lejtes zrealizował filmy długometrażowe Dom mojego ojca (1947), Wielka obietnica (1947) oraz Nie ma wyboru (1949). Ceniony był też za film Wierne miasto (The Faithful City, 1952) o pedagogu ocalałym z Zagłady, który pomaga osieroconej, zdeprawowanej młodzieży żydowskiej z Europy (ocalałej z Zagłady) oraz z krajów islamskich (łatwiejszej do zasymilowania) stać się pełnoprawnymi obywatelami Izraela. Zachęcony pozytywnym oddźwiękiem jego filmów na emigracji, wyjechał do Stanów Zjednoczonych. Okazało się jednak, że dorobek Lejtesa był praktycznie nieznany w Stanach. Reżyserowi zlecano więc wyłącznie prace przy serialach telewizyjnych takich jak Bonanza i Alfred Hitchcock przedstawia. Dopiero w 1968 nakręcił swój pierwszy kinowy amerykański film fabularny, Fałszywego zabójcę. Gdy odebrano mu przygotowywany projekt filmu wojennego Raid on Rommel, porzucił pracę filmową i skupił się na grafice oraz malarstwie.

## Styl filmowy i znaczenie
Lejtes znajdował się pod wyraźnym wpływem niemieckiego ekspresjonizmu, z wyszczególnieniem twórczości Friedricha Wilhelma Murnaua, Fritza Langa i Roberta Wienego, aczkolwiek doszukiwano się w jego dziełach także nawiązań do radzieckiej szkoły montażu. Robert Birkholc nazywał Lejtesa „jednym z najbardziej zasłużonych twórców polskiej kinematografii”, argumentując, że na tle polskiej produkcji filmowej zdominowanej „przez filmy niedopracowane warsztatowo i czysto rozrywkowe”, jego twórczość ceniona była za wysoki poziom artystyczny. Co więcej, Lejtes był jednym z niewielu polskich filmowców okresu dwudziestolecia międzywojennego, którzy opanowali szerokie spektrum środków filmowego wyrazu. Leszek Armatys zauważył, że zwłaszcza dzięki Dziewczętom z Nowolipek „film polski zaczął z mozołem wydobywać się z komercjalno-chałupniczej sieci”. Birkholc upatrywał w Lejtesie prekursora filmowców powojennych, którzy byli utożsamiani z polską szkołą filmową. Krytyk filmowy Jan Olszewski był innego zdania, twierdząc, iż Lejtes był bardziej wprawnym rzemieślnikiem aniżeli wybitnym twórcą: „nie miał własnego stylu – za to potrafił imitować styl innych twórców”.

## Filmografia

### Filmy polskie
| Rok  | Tytuł                      | Reżyser | Scenarzysta | Uwagi                                |
| ---- | -------------------------- | ------- | ----------- | ------------------------------------ |
| 1928 | Huragan                    | T       |             |                                      |
| 1929 | Z dnia na dzień            | T       | T           |                                      |
| 1932 | Dzikie pola                | T       | T           |                                      |
| 1933 | Pod Twoją obronę           | T       |             | Nazwisko wycofane z napisów w filmie |
| 1934 | Młody las                  | T       | T           |                                      |
| 1934 | Córka generała Pankratowa  | T       |             | Nazwisko wycofane z napisów w filmie |
| 1935 | Dzień wielkiej przygody    | T       |             |                                      |
| 1936 | Róża                       | T       | T           |                                      |
| 1936 | Barbara Radziwiłłówna      | T       |             |                                      |
| 1937 | Dziewczęta z Nowolipek     | T       | T           |                                      |
| 1938 | Sygnały                    | T       | T           |                                      |
| 1938 | Kościuszko pod Racławicami | T       |             | film przemontowany                   |
| 1938 | Granica                    | T       | T           |                                      |
| 1942 | Od Latrum do Gazali        | T       |             | reportaż wojenny                     |

### Filmy zagraniczne
| Rok  | Tytuł            | Reżyser | Scenarzysta | Producent | Uwagi                                                   |
| ---- | ---------------- | ------- | ----------- | --------- | ------------------------------------------------------- |
| 1947 | Dom mojego ojca  | T       |             |           | film izraelski, reż. także Herbert Kline i Ben Oyserman |
| 1947 | Wielka obietnica | T       | T           | T         | film izraelski                                          |
| 1949 | Nie ma wyboru    | T       |             | T         | film izraelski                                          |
| 1952 | Wierne miasto    | T       | T           | T         | film brytyjsko-amerykańsko-izraelski                    |
| 1954 | Krzywda i zemsta |         | T           |           | telewizyjny film amerykański                            |
| 1967 | Dolina tajemnicy | T       |             |           | telewizyjny film amerykański                            |
| 1968 | Fałszywy zabójca | T       |             |           | kinowy film amerykański                                 |

## Galeria

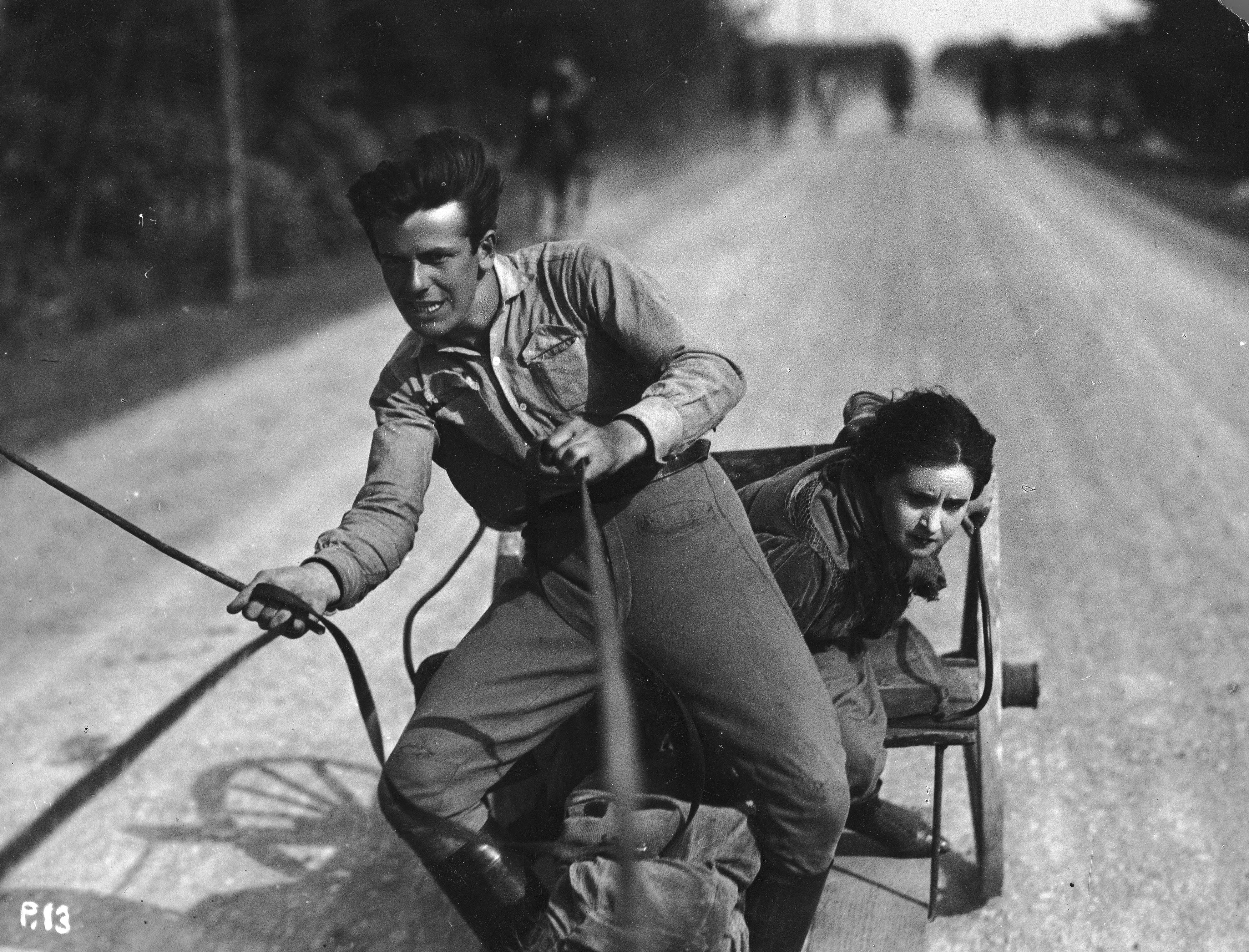
Kadr z filmu Z dnia na dzień (1929)
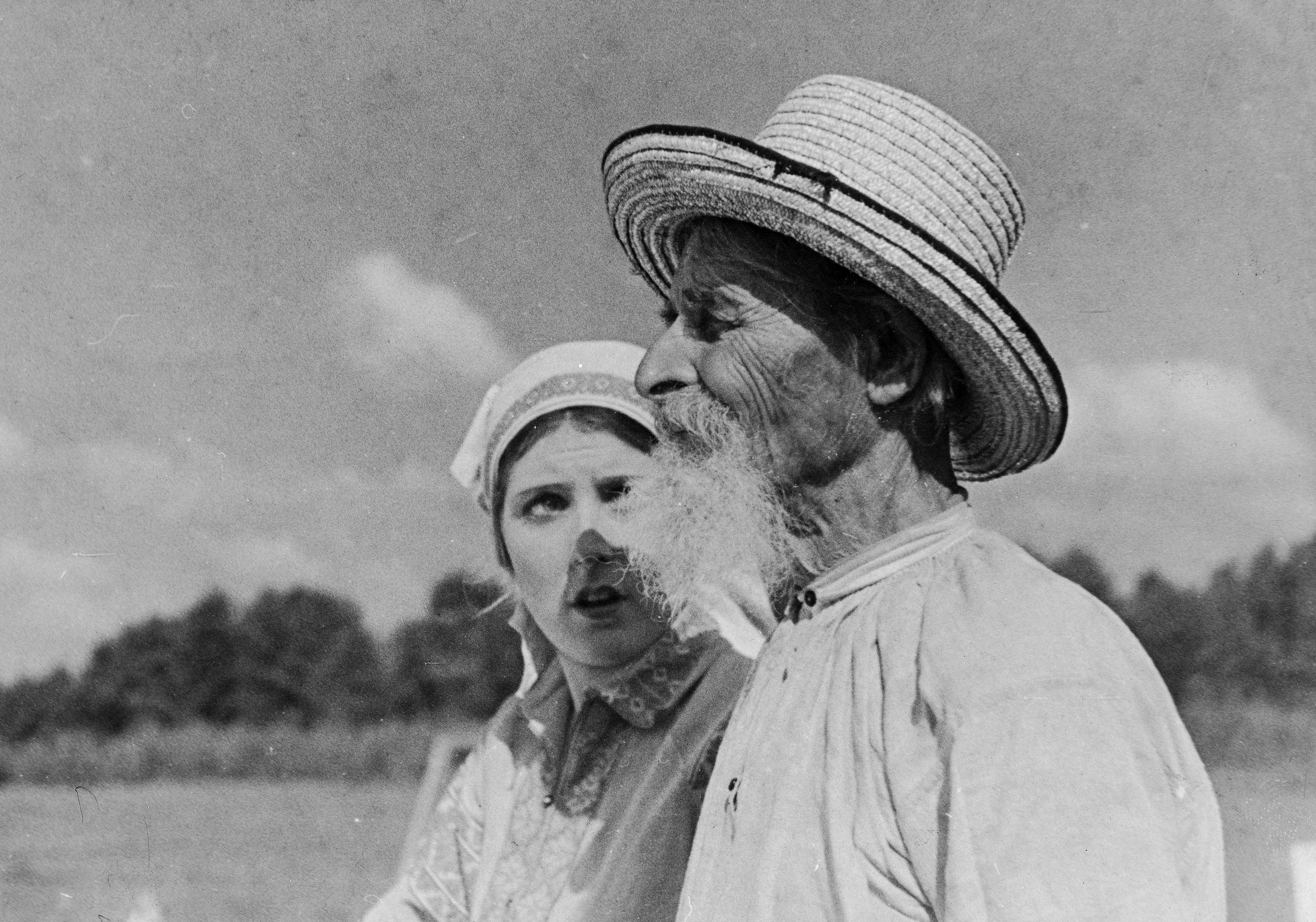
Fotos z filmu Dzikie pola (1932)
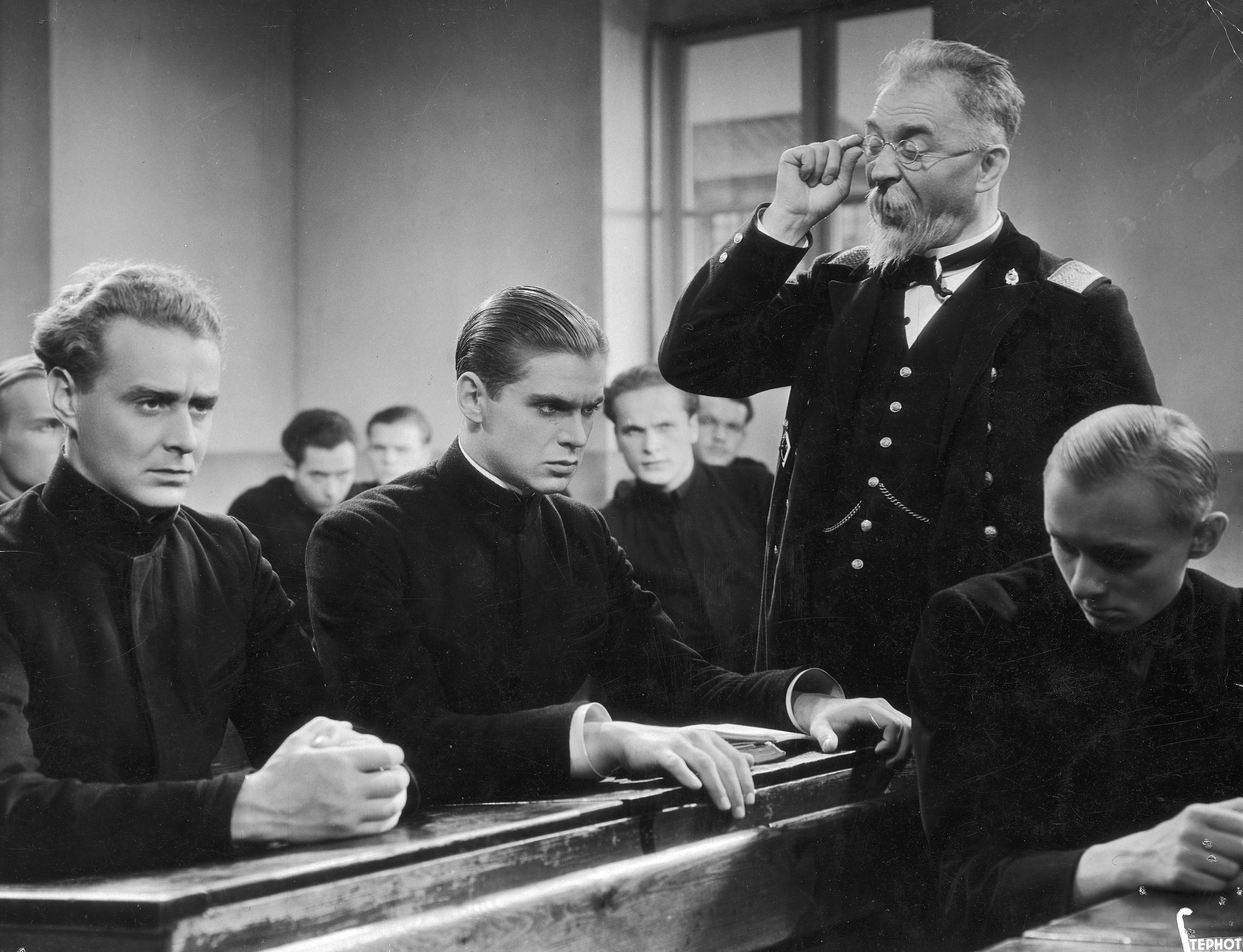
Kadr z filmu Młody las (1934)
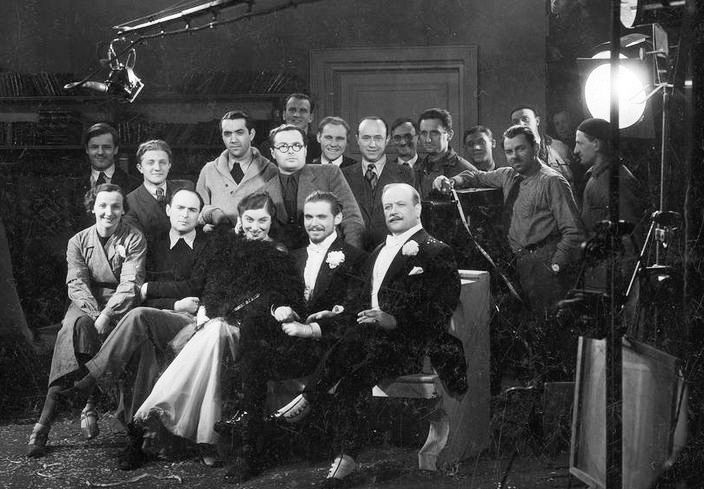
Zdjęcie z planu filmu Róża (1936); Lejtes w pierwszym rzędzie, drugi od lewej
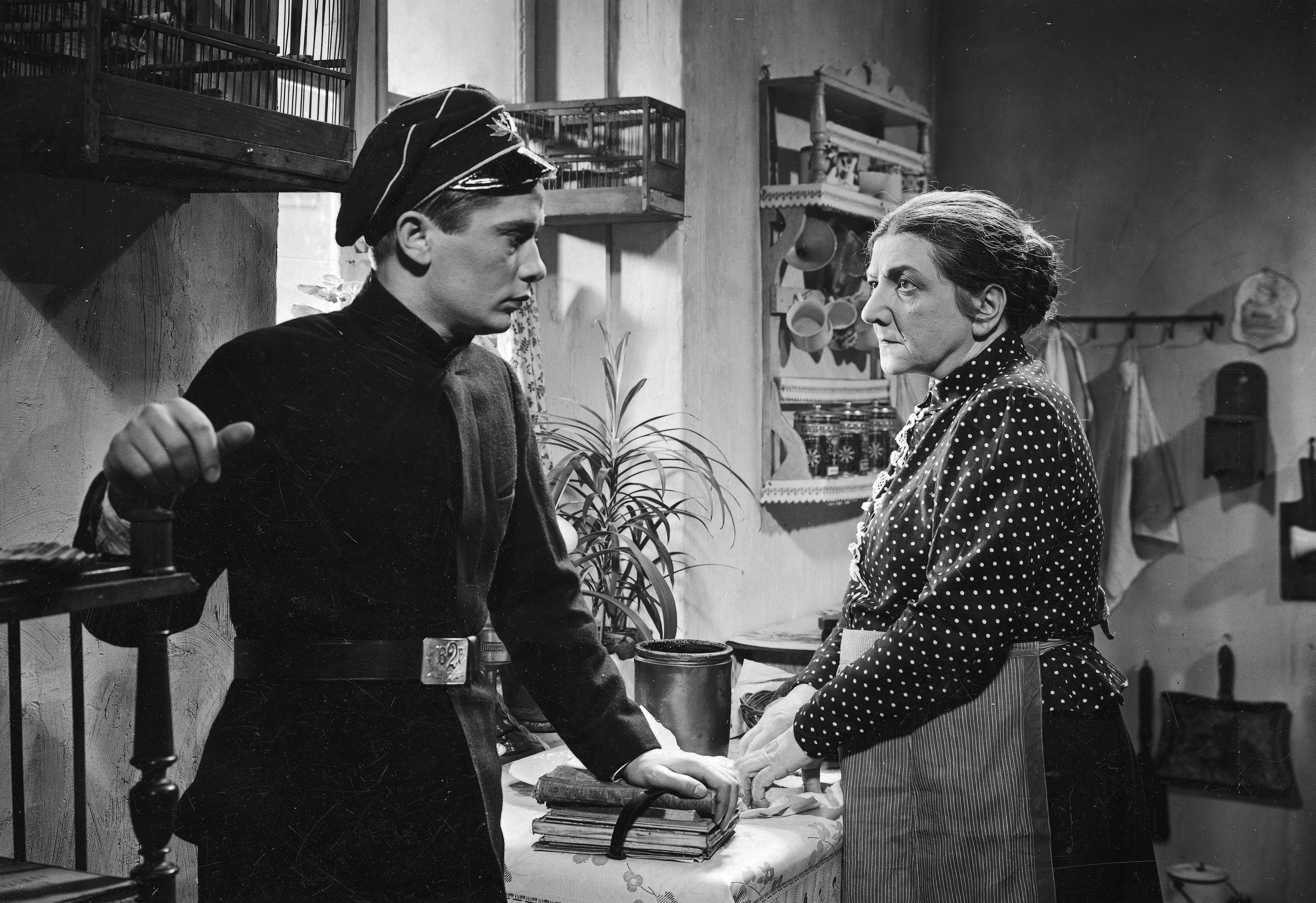
Kadr z filmu Dziewczęta z Nowolipek (1937)
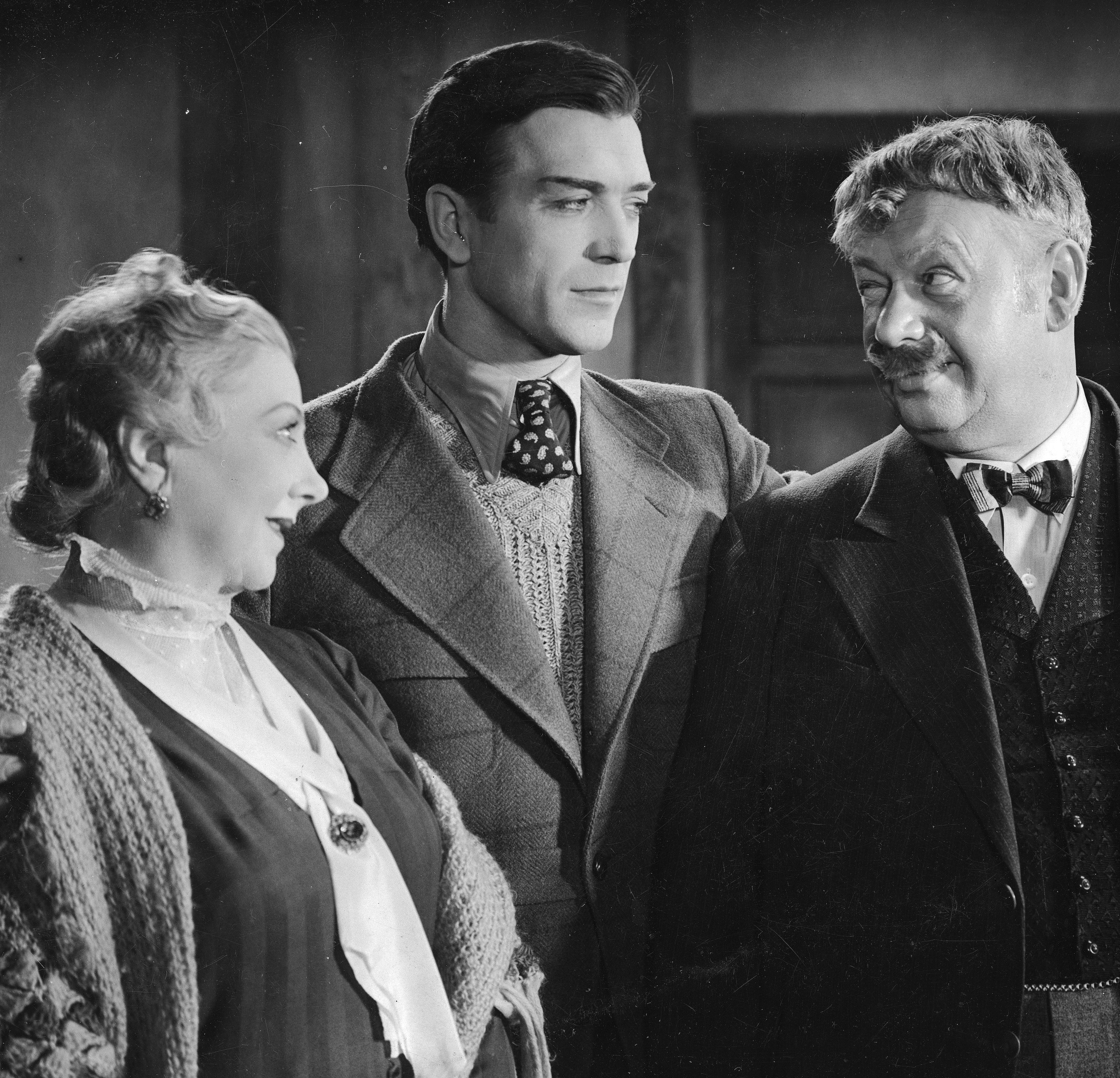
Kadr z filmu Granica (1938)

## Odznaczenia
- Złoty Krzyż Zasługi (25 marca 1938)[47]